# Кувахара Ясуюкі
Ясуюкі Кувахара (яп. 桑原楽之, нар. 22 грудня 1942, Хіросіма — 1 березня 2017, Хіросіма) — японський футболіст, що грав на позиції нападника.
Виступав, зокрема, за клуб «Тойо Когьо», а також національну збірну Японії.

## Клубна кар'єра
У дорослому футболі дебютував 1965 року виступами за команду клубу «Тойо Когьо», кольори якої і захищав протягом усієї своєї кар'єри гравця, що тривала вісім років. У складі «Тойо Когьо» був одним з головних бомбардирів команди, маючи середню результативність на рівні 0,56 голу за гру першості.

## Виступи за збірну
У 1966 році дебютував в офіційних матчах у складі національної збірної Японії. Протягом кар'єри у національній команді, яка тривала 5 років, провів у формі головної команди країни 12 матчів, забивши 5 голів.

## Статистика виступів

### Статистика клубних виступів
| Сезон | Команда             | Чемпіонат | Чемпіонат | Чемпіонат |
| Сезон | Команда             | Ліга      | Ігор      | Голів     |
| ----- | ------------------- | --------- | --------- | --------- |
| 1965  | «Тойо Когьо»        | JSL       | 13        | 7         |
| 1966  | «Тойо Когьо»        | JSL       | 14        | 9         |
| 1967  | «Тойо Когьо»        | JSL       | 13        | 11        |
| 1968  | «Тойо Когьо»        | JSL       | 14        | 8         |
| 1969  | «Тойо Когьо»        | JSL       | ?         | 5         |
| 1970  | «Тойо Когьо»        | JSL       | 14        | 9         |
| 1971  | «Тойо Когьо»        | JSL       | ?         | 4         |
| 1972  | «Тойо Когьо»        | JSL1      | ?         | 0         |
|       | Усього «Тойо Когьо» |           | 94        | 53        |

### Статистика виступів у національній збірній
| Збірна Японії | Збірна Японії | Збірна Японії |
| Роки          | Ігри          | голи          |
| ------------- | ------------- | ------------- |
| 1966          | 4             | 2             |
| 1967          | 1             | 1             |
| 1968          | 2             | 1             |
| 1969          | 4             | 1             |
| 1970          | 1             | 0             |
| Усього        | 12            | 5             |

## Титули і досягнення
- Бронзовий призер Азійських ігор: 1966
- Бронзовий олімпійський призер: 1968